# Antonio Scaduto
Antonio Scaduto (Augusta, Siracusa, 1 de dezembro de 1977) é um canoísta italiano especialista em provas de velocidade.

## Carreira
Foi vencedor da medalha de bronze em K-2 1000 m em Pequim 2008, junto com o seu colega de equipa Andrea Facchin.